# 後藤和彦 (ラグビー選手)
後藤 和彦（ごとう かずひこ、1979年2月26日 - ）は、日本の元ラグビー選手。

## プロフィール
- 愛知県出身[1]。
- ポジションはスクラムハーフ(SH)。
- 身長 172cm、体重 72kg
- 関西代表に選ばれたことがある[2]。
- U19日本代表に選ばれたことがある。
- 日本Ａ代表に選ばれたことがある[3]。

## 来歴
1997年、西陵商業高校卒業後、明治大学に入学する。
2000年、明治大学ラグビー部の副将に就任した。
2001年、明治大学卒業後、豊田自動織機（現・豊田自動織機シャトルズ）に加入。
2012年、現役を引退した。